# Historia verdadera de la conquista de la Nueva España
La Historia verdadera de la conquista de la Nueva España es una obra de Bernal Díaz del Castillo, que fue uno de los soldados participantes en la mayoría de las jornadas de la conquista de México en el siglo XVI.
Bernal Díaz del Castillo fue un conquistador español que participó en la conquista de la Nueva España de aquel entonces, que es hoy México. 
Muy poco se sabe de sus años de juventud antes de la expedición, pero encontramos vasta información sobre él en su más grande obra la crónica Historia verdadera de la conquista de la Nueva España.

## La Historia Verdadera de la Conquista de la Nueva España
Los biógrafos de Díaz del Castillo coinciden en que 1568 fue la fecha de la conclusión del manuscrito. Una copia manuscrita llegó a España en 1575 (7 años después) (en el siglo XVI era habitual la circulación manuscrita de las obras), la cual sirvió de base a la primera edición impresa, que fue publicada póstuma en 1632; de ella existen dos ediciones diferentes en la que consta el año 1632 en portada, pero solo una fue impresa "verdaderamente" en ese año, aunque con dos variantes de estado (que no de edición); la segunda es una falsificación o edición contrahecha que imita la primera variante de estado y fue hecha a finales del siglo XVII o principios del XVIII, aunque muchos siguen considerándola primera edición.
La auténtica primera lleva una portada calcográfica de Juan de Courbes y sus dos variantes o estados, según fundamenta el estudio tipobibliográfico exhaustivo de Carlos Fernández González, se distinguen en que una cuenta con un capítulo final que no tiene la otra y corrige dos erratas tipográficas (en la signatura Ii3 y en el año de apostilla marginal en el f. 251v), además de otros rasgos diversos.
La Historia verdadera de la conquista de la Nueva España cuenta con doscientos catorce capítulos, en los cuales Bernal Díaz narra, de forma detallada, cada acontecimiento en los que tuvo participación respecto a la conquista y el establecimiento de los españoles en estas nuevas tierras descubiertas. Dicha obra posee un estilo cautivador desde el comienzo, narra el proceso de la conquista de una forma cruda, aunque sencilla y directa. Al leer dichos acontecimientos narrados de una forma tan sencilla, se convierte en una vivencia para los lectores. 

Luego otro día partimos de Estapalapa, muy acompañados de (...) grandes caciques, íbamos por nuestra calzada adelante, la cual está ancha de ocho pasos, y va tan derecha a la ciudad de México, que me parece que no se torcía poco ni mucho, y puesto que es bien ancha toda iba llena de aquellas gentes que no cabía, unos que entraban en México y otros que salían, y los indios que nos venían a ver, (...) estaban llenas las torres y los cués [templos] y en las canoas y de todas partes de la laguna, y no era cosa de maravillar, porque jamás habían visto caballos ni hombres como nosotros.

## Óptica de la Obra
Su obra ofrece información sobre los enfrentamientos entre indios y soldados españoles en medio de la conquista: 

«...Cada día menguaban nuestras fuerzas y la de los mexicanos crecían, y veíamos muchos de los nuestros muertos y todos los demás heridos, y aunque peleábamos muy como varones no podíamos hacer retirar ni que se apartasen los muchos escuadrones que de día y de noche nos daban guerra, y la pólvora apocada, y la comida y el agua por consiguiente, (...) en fin, veíamos la muerte a los ojos, (...) y fue acordado por Cortés y por todos nuestros capitanes y soldados de que noche nos fuésemos, cuando viésemos que los escuadrones guerreros estuviesen más descuidados (...) Y estando en esta manera cargan tanta multitud de mexicanos a quitar la puente y a herir y a matar en los nuestros (...) y como la desdicha es mala en tales tiempos, ocurre un mal sobre otro; como llovía resbalaron dos caballos y caen en el agua (...) De esta manera que aquel paso y abertura se hinchó de caballos muertos y de indios e indias».

Sobre Michoacán, Díaz del Castillo hace de Olid y sobre el juicio sobre el Cazonci entablado por Nuño de Guzmán.
Sin embargo, no fue precisamente el hecho de dar a conocer las hazañas de los españoles en un libro de aventuras lo que motivó a escribir su Historia verdadera de la conquista de la Nueva España, cuarenta años más tarde. El verdadero móvil fue el de nunca sentirse bien retribuido en premios (tierras e indios) y recompensas a sus múltiples méritos. Su Historia Verdadera es una desmesurada relación de méritos en la conquista de la Nueva España. Hace hincapié en la poca gloria que dejó Hernán Cortés a los soldados, artífices de la conquista.
Esta obra, por lo tanto, va a presentar una óptica española de conquistador, cuyo servicio se desarrolla a favor de la religión Católica y el imperio, con un incentivo que motivó a todos los soldados involucrados en la conquista, y esta fue nada más que la promesa de riquezas y fama. De hecho, su obra es reflejo de su personalidad y el mejor ejemplo de la mentalidad típica de los conquistadores de aquella época: “su cristianismo, su cultura, su ambición, sus fines y medios, su actitud ante el indio.” (Gálvez Acero, 1997, p.131)

## Críticas modernas a la obra
Bernal no deja de tener sus críticos. W. Arens, autor del libro El mito del comehombres, no deja de recordarnos que nunca tomó notas y nunca aprendió a hablar las lenguas indígenas y, no obstante, es capaz de describirnos diálogos enteros de los indígenas desde el primer día que pisaron el continente. Sin embargo, tal como Bernal lo escribió, conocía la lengua indígena de Cuba, y la conquista se hizo con la presencia casi constante de intérpretes que traducían los idiomas locales, además de usar el lenguaje universal de las manos. Algunos de estos diálogos tienen una gran semejanza con pasajes de las aventuras de Hans Staden, un libro muy popular en su época y que relata las penurias de un mercenario alemán en la costa atlántica del Brasil hacia 1550. Algunos de sus relatos se contraponen con las versiones indígenas, y otros, como su descripción del tzompantli del Templo Mayor, son físicamente imposibles. Bernal reporta haber contado 100 000 cráneos, pero en las reconstrucciones del tzompantli no caben más de 1800.
En los últimos años ha surgido la teoría, impulsada por académicos como el historiador Christian Duverger, antropólogo francés que se ha especializado en historia de Mesoamérica, que va más lejos en su libro publicado en 2012, Crónica de la eternidad, atribuyendo la autoría de la obra de Bernal Díaz al propio conquistador de México, Hernán Cortés, pero el texto se mantuvo anónimo y se trajo de la península ibérica al continente americano bajo un relativo secreto, para evadir la censura de Carlos V y Felipe II. Años después, Bernal Díaz simplemente habría adquirido el manuscrito y sus hijos lo publicaron. Duverger respalda su teoría en el hecho de que la Historia Verdadera narra múltiples datos y conversaciones de Cortés, tanto en territorio americano como europeo, a los que Bernal Díaz jamás habría podido tener acceso, además de que el texto de la Historia verdadera está salpicado de referencias de "alta cultura", que Cortés sí conocería, pero le serían completamente ajenas al casi analfabeto Bernal Díaz. Sin embargo, la tesis de Duverger ha sido refutada, entre otros, por el académico español Guillermo Serés, quien defiende la autoría de Bernal Díaz de la obra que siempre se le ha atribuido.

## Primer Viaje y Exploraciones
En el primer viaje llegó a las costas de Yucatán, nombrada como la Nueva España con, en principio, 110 soldados que los acompañaban. Bernal Díaz del Castillo narra su experiencia en los primeros siete capítulos, y se denomina a sí mismo como el más antiguo descubridor y conquistador. Desde su forma de relatar los acontecimientos, es posible decir que su perspectiva se desarrolla desde una mirada aventurera, concibiendo su actitud como un acto heroico del que hacer mención. 
En estos primeros capítulos nos cuenta con mucha eficacia cómo eran atacados de forma continua por los indios que les tiraban flechas y ellos trataban de sobrevivir, cómo llevaban a cabo sus negocios a cambio de riquezas, y retrata todo aquello que le resulta extraño o curioso acerca de las características indígenas, como por ejemplo su apariencia, sus pinturas, sus ídolos y sus sacrificios, siendo estos últimos relatados como un acto demoníaco.
Así en el transcurso de la obra se van haciendo evidente varios subtemas, por ejemplo los indios y sus costumbres, las instituciones para el gobierno de indias, la iglesia, en cuanto a la evangelización y la obtención de ganancias. El capítulo VII culmina con Bernal Díaz yendo a la villa La Trinidad, donde llega de forma dificultosa y se encuentra con el gobernador.

## Segundo viaje y debates
En los capítulos VIII a XVIII se relata el segundo viaje  y exploración, en donde se hace más evidente la exploración en busca de tesoros, ya que se les solicitaba que rescatasen todo el oro y plata que pudiesen, y sondear el territorio para determinar si era posible colonizarlo. Bernal Díaz, desde su visión, relata nuevos enfrentamientos con los indígenas, según él, los indígenas comenzaban el ataque; aunque es comprensible la actitud defensiva de los indígenas frente a su aniquilación y ante el desconocimiento de aquellos españoles que se adueñaron de las tierras. 

En el capítulo XVIII, Bernal Díaz se enfrenta a lo dicho por el cronista Francisco López de Gómora, historiador español que habla acerca de las crueldades de la conquista española. Bernal Díaz asegura que los indios eran sumamente peligrosos debido a sus brutales ataques a los españoles, los cuales actuaban en defensa. Vemos aquí a Bernal Díaz del Castillo defendiendo su postura, la determina como la versión real, contraria de la de Gómora, la cual considera imprecisa e incorrecta. Posiblemente se deba a que López de Gómara “tuvo a Cortés como su informante principal y escribió la historia del héroe” (2008, p.214) por lo que Bernal, dentro de la obra de Gómara, se encuentra irreconocible, no mencionado.
“Pues otra cosa pero dicen: que Cortés mandó secretamente barrenear los navíos. No es ansí, porque por consejo de todos os más soldados y mío mandó dar con ellos al través, a ojos vistas, para que nos ayudasen la gente de la mar que en ellos estaban a velar y guerrear. Y en todo escriben muy vicioso.” 

(...)la historia de Indias, desde el Descubrimiento, suscitó una inmediata y amplia polémica. Cada uno trataba de dar su versión de los hechos.” (Marín, 2008, p.213)
Por eso no es extraño que hayan surgido debates en torno a los objetivos del Descubrimiento. 
Aunque según el autor mencionado anteriormente, la obra de Bernal Díaz del Castillo, “Constituye hoy una visión imprescindible del apasionante fenómeno de la Conquista y, por tanto, del nacimiento del México moderno.” (p.211) Lo que quizá se deba a que fue una obra, que como todas las obras que sobreviven al tiempo, esta lo ha hecho para traernos un valioso contenido de determinados asuntos respectivos de la Conquista.

## Valor Documental y Literario
“La aportación documental es completísima, resultado de toda una vida de trabajo y de numerosas ayudas bien aprovechadas para la investigación de fuentes y archivos.” (2008, p.212). Teniendo en cuenta que la cartografía dio información sobre lo más importante, hay detalles que aquellos que siguen los acontecimientos de la Conquista pueden encontrar en crónicas como las de Bernal Díaz, puesto que el ser testigo le adjudica una gran importancia (y al parecer “legítima”) a la perspectiva de determinados acontecimientos.
Si lo vemos desde una perspectiva literaria “...Bernal Díaz es un creador de fantasías, es un autor literario. Fantasía y realidad se mezclan en su libro”. (Valbuena Briones, 1958, p.90), y esto se sustenta en que ofrece su visión y recrea su memoria, la cual recuerda, transformando su crónica en una obra literaria en lengua castellana, un documento épico por su contenido, que se debe nada más que a la escritura de Bernal Díaz del Castillo. Dicha obra tiene la facultad de darnos una visualización de los deseos de Bernal Díaz,  el Bernal que no fue, aunque su intención haya sido la de darnos una auténtica historia de los acontecimientos. Debido a eso, no se puede determinar como un documento histórico fidedigno, pues la historia es fruto de documentación y raciocinio, lo que importa es la compilación de datos. La Historia verdadera de la conquista de la Nueva España es una obra ficcional. 
“...sus facultades de narrador nato se explayan, su obra crece, se entrega por entero a su labor de creación y surge una obra de primera calidad literaria.” (1958, p.87). Esto se evidencia al aumentar su función dentro de la historia, mostrándose a sí mismo como alguien más que el subordinado que era realmente. Podría plantearse que quería ser el héroe de su propia gesta épica.
Debido a lo mencionado anteriormente, es pertinente definir aquello a lo que se denomina épico. En la literatura épica los protagonistas han de ser reyes o príncipes o personajes extraordinarios capacitados para llevar a cabo hazañas. Hay también un héroe mayor junto al que otros héroes se agrupan, también un antihéroe con el que ocurre lo mismo. Las hazañas que acometen son heroicas, y por ello representan graves penalidades y terribles peligros. Hay un elemento realista, a veces cruento, en el detalle y un elemento idealista que realza el valor de la acción. El elemento ficticio o idealista de la acción está en la descripción de los dioses que ayudan a los mortales y que intervienen directamente en sus problemas. 

Por lo tanto, se presenta la exageración en la obra Historia verdadera de la conquista de la Nueva España de Bernal Díaz, lo que hace que nos ofrezca, quizás de una forma no intencional, una epopeya en prosa. El mismo recrea, con su imaginación, a determinados personajes históricos. Presenta escenas grotescas que tienen que ver con los sacrificios de los indios a sus ídolos que son presentados de forma igualmente grotesca, y otros acontecimientos que favorecen a la creación de un ambiente de siniestro y de impacto, como cuando revela que los indios se llevan a algunos de sus compañeros de los cuales no se vuelve a saber: 
“...tuvimos por cierto que lo llevaron vivo, porque no había rastro de sangre. Y anduvímosle buscando a una parte y a otra más de una hora, y dimos voces, y sin saber más dél nos volvimos a embarcar en los bateles (...)” (p. 24, cap. VI)
… haciéndonos conscientes de lo cercano a la muerte que se encontraban: “Y con mucho trabajo quiso Dios que escapamos con las vidas del poder de aquellas gentes” (p.20, cap.IV) Así pues, Valbuena destaca que “Esta manera de vivificar el recuerdo es característica de Bernal Díaz. Tal vez estribe en que cuando la memoria no esté clara se ayude de la invención” (1958, p.93) 
En lo que respecta al estilo de Bernal Díaz del Castillo, podemos declarar “usa a menudo de la conjunción copulativa (y), los adverbios temporales (luego), lo que le da cierta rigidez primitiva” (1958, p.99)  
"No sé cómo lo cuente, ver cosas nunca oídas, ni vistas, ni aún soñadas, como veíamos", escribe Bernal. Vemos que tiene un don de narrar, de tener una excelente memoria que evoca sin esfuerzo recuerdos lejanos y les da animación insuperable con la pluma. Su obra es una base importantísima de lo que conocemos hasta ahora sobre la conquista. Elogiándole o denigrándole, todos los autores que vinieron tras él se han servido de aquélla para elaborar sus propios relatos. Es un narrador que observa y cuenta con emoción, adaptando su escritura con toques de belleza, puesto que refleja sus conocimientos en sus narraciones, ya sea sus conocimientos literarios o artísticos. Así pues, no se trata de un narrador ignorante. El mismo realiza descripciones detalladas, como las características físicas de los indios, el cabello largo y negro de los mismos ,haciendo uso del símil en diversas ocasiones, las pinturas, y el entorno en que se encontraba, más los colores que dominan en el ambiente que los rodea ,lo cual tiñe de exoticidad a la imagen que desarrolla.
Podríamos afirmar entonces que, más que una producción histórica, la crónica de Bernal Díaz del Castillo resulta ser una producción literaria de carácter ficcional épico. Guiado por la ambición, se define a sí mismo como un héroe y las hazañas en las que es partícipe. Envuelve a su entorno con grandeza y matices de sobrenaturalidad. Son los elegidos para la Conquista. Para establecer la cultura española y dominar aquellas tierras y para, a la vez, honrar al imperio con su valentía al haberse enfrentado a los indios (seres salvajes o inocentes, esa es la cuestión que se desarrollará luego).
De esta forma, “El mundo de la leyenda alcanza a los españoles también. Los conquistadores se creyeron favorecidos y elegidos por Dios para llevar la buena palabra a un mundo de fanatismo y de ignorancia, el de los ídolos y sacrificios aztecas, tlaxcaltecas, zapotecas, mixtecas y demás tribus mejicanas.” (Valbuena Briones, A.1958, p.103) 
Claro está que dicha obra se trata de una ficción con elementos realistas pro-Conquista, pero es pertinente mencionar que habrá obras que planteen el lado oscuro de la Conquista, destruyendo con esa concepción de “Españoles heroicos, Conquista como gran Descubrimiento''.

## Edición en línea
- Historia verdadera de la conquista de la Nueva-España, texto completo y facsímil de la primera edición en alta definición, en One More Library.

- Facsímil de la primera edición, de Fr. Alonso Remón, en 1632, en la Biblioteca Digital Hispánica, de la Biblioteca Nacional de España.

- Versión digital de la edición de 1939 (Tomo I y Tomo II) en La Biblioteca Virtual Miguel De Cervantes.

- Texto completo de la Verdadera historia de los sucesos de la conquista de la Nueva-España, en tres tomos (tomo primero, segundo y tercero), en el Proyecto Gutenberg.

- Datos: Q378485
- Multimedia: Historia verdadera de la conquista de la Nueva España / Q378485